# Negeri Sembilan
Negeri Sembilan er et valgmonarki ledet af en Yang Dipertuan Besar på Malacca-halvøen, der indgår som en delstat i den malaysiske føderation – kendt som Malaysia.
2°41′53″N 102°09′24″Ø / 2.6981°N 102.1567°Ø
|  | Infoboks uden skabelon Denne artikel har en infoboks dannet af en tabel eller tilsvarende. |